# Nmixx
Nmixx (koreanisch 엔믹스; stilisiert NMIXX) ist eine südkoreanische Girlgroup der vierten K-Pop-Generation, die 2021 vom Label SQU4D (Sublabel von JYP Entertainment) gegründet wurde. Ursprünglich eine siebenköpfige Gruppe, verließ Jinni im Dezember 2022 die Gruppe. Nmixx besteht aus sechs Mitgliedern: Haewon, Lily, Sullyoon, Bae, Jiwoo und Kyujin. Die Girlgroup debütierte am 22. Februar 2022 mit dem Single-Album Ad Mare. Der offizielle Fanclub-Name lautet Nswer.

## Geschichte

### Aktivitäten vor dem Debüt
Am 9. Juli 2021 kündigte JYP Entertainment an, dass im Februar 2022 eine neue Girlgroup debütieren würde, die erste seit Itzy im Jahr 2019. Vom 16. bis 25. Juli nahm JYP Entertainment Vorbestellungen für eine limitierte Auflage des Debütpakets der Gruppe an. Dieses Debütpaket mit dem Titel Blind Package enthielt das Debütalbum der Gruppe sowie albumbezogenes Material. Die Mitglieder wurden vom 6. August bis 19. November durch verschiedene Tanzvideos und Songcover in der Reihenfolge Jinni, Jiwoo, Kyujin, Sullyoon, Bae, Haewon und Lily vorgestellt.

### 2022: Debüt mitAd Mare,Entwurf,Intermixxion,Funky Glitter Christmasund Jinni’s Ausstieg

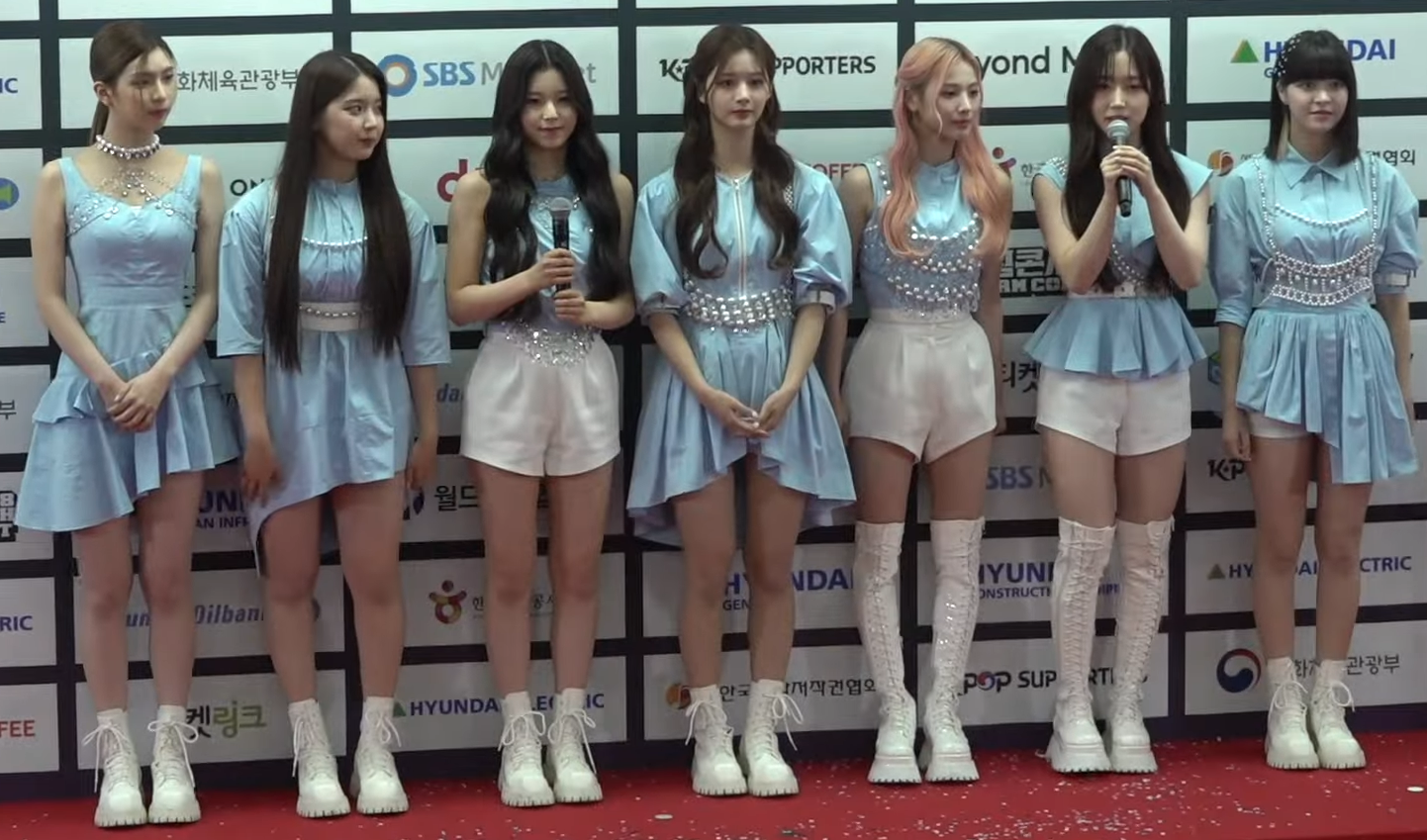
Nmixx im Juni 2022

Am 26. Januar 2022 gab JYP Entertainment bekannt, dass der Name der neuen Girlgroup „Nmixx“ lautet, bis dahin vorläufig „JYPn“ genannt. Der Name Nmixx kombiniert den Buchstaben N, der für now (deutsch: jetzt), new (deutsch: neu), next (deutsch: nächstes) und das unbekannte n steht, mit dem Wort mix, das Kombination und Vielfalt symbolisiert. Nmixx bedeutet „die beste Kombination für eine neue Ära“.
Am 2. Februar wurde bekannt gegeben, dass Nmixx am 22. Februar mit der Veröffentlichung des Single-Albums Ad Mare debütieren würde. Das zugehörige Musikvideo Tank wurde ebenfalls am 22. Februar auf YouTube veröffentlicht. Am 18. Februar 2022 gab JYP Entertainment bekannt, dass das ursprünglich für den 22. Februar geplante Debüt-Showcase der Gruppe auf den 1. März verschoben würde, nachdem Gruppenmitglied Bae positiv auf COVID-19 getestet wurde.
Am 19. September veröffentlichte Nmixx das zweite Single-Album Entwurf zusammen mit der Lead-Single Dice und dem Musikvideo Dice. Die Gruppe veröffentlichte am 23. November ihre erste Single Intermixxion und ihr erstes Weihnachtslied Funky Glitter Christmas mit dem gleichnamigen Musikvideo. Am 9. Dezember gab JYP Entertainment bekannt, dass Jinni ihren Vertrag aus persönlichen Gründen gekündigt und die Gruppe verlassen habe, während Nmixx als sechsköpfiges Ensemble weitermachen würde.

### 2023:Expérgo, Nice To MIXX You,A Midsummer Nmixx’s Dreamund Nmixx Change Up: Mixx University

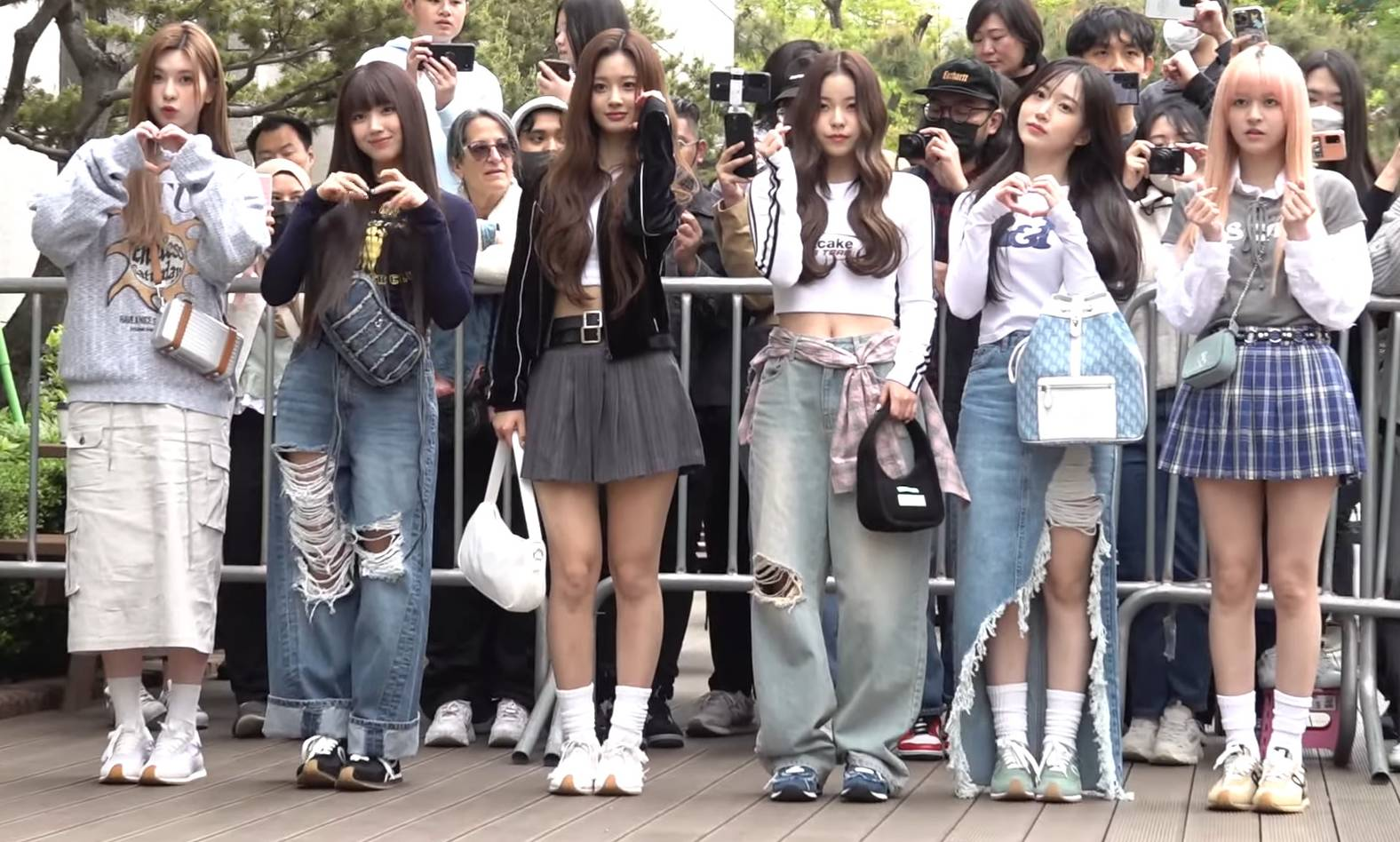
Nmixx im April 2023
L-R: Bae, Jiwoo, Sullyoon, Kyujin, Haewon, Lily

Am 20. März 2023 veröffentlichte die Gruppe ihr erstes Mini-Album Expérgo mit dem Titelsong Love Me Like This und dem zugehörigen Musikvideo. Im Mai unternahm Nmixx die Showcase-Tour „Nice To MIXX You“ in den USA. Die Tour startete am 2. Mai im Moore Theatre in Seattle, ging weiter am 4. Mai im San José Civic in San José, am 5. Mai im The Wiltern in Los Angeles, am 8. Mai im Moore Theatre in Dallas, am 9. Mai im Bayou Music Center in Houston, am 12. Mai im Coca-Cola Roxy in Atlanta, am 14. Mai im Warner Theatre in Washington und endete am 16. Mai im Kings Theatre in Brooklyn.
Am 11. Juli veröffentlichte Nmixx ihr drittes Single-Album A Midsummer Nmixx’s Dream, das aus vier Titeln besteht, darunter der am 3. Juli vorab veröffentlichte Titel Roller Coaster und der Titelsong Party O’Clock. Das Musikvideo Roller Coaster wurde am 3. Juli auf YouTube bereitgestellt, Party O’Clock am 11. Juli. Am 20. August gab JYP Entertainment bekannt, dass Nmixx am 7. und 8. Oktober in der Jangchung Arena in Seoul ihr erstes Fankonzert „Nmixx Change Up: Mixx University“ veranstalten würde.

### 2024: Nmixx Change Up: Mixx University (Asien-Tour),Fe3O4: Break,Fe3O4: Stick Outund Nmixx 2nd Fan Concert Change Up: Mixx Lab
Das Asien-Fankonzert „Nmixx Change Up: Mixx University“ fand am 6. und 7. Januar 2024 in Hongkong, am 18. und 19. Mai in Taipeh und am 22. Juni in Macau statt.
Am 15. Januar erschien das zweite Mini-Album Fe3O4: Break mit dem vorab veröffentlichten Titel Soñar (Breaker) und dem Titelsong Dash. Die zugehörigen Musikvideos erschienen am 4. Dezember 2023 und am 15. Januar 2024. JYP Entertainment gab am 17. Juli bekannt, dass die Gruppe vom 4. bis 6. Oktober ihr zweites Fankonzert abhalten würde. Das dritte Mini-Album Fe3O4: Stick Out wurde am 19. August mit dem Titelsong See That? und dem gleichnamigen Musikvideo veröffentlicht.
Das im Juli angekündigte Fankonzert „Nmixx 2nd Fan Concert Change Up: Mixx Lab“ fand vom 4. bis 6. Oktober in der Jangchung Arena in Seoul statt.

### 2025: Nmixx 2nd Fan Concert Nmixx Change Up: Mixx Lab,Fe3O4: Forwardund Nswer Vacation
Das Fankonzert „NMIXX 2ND FAN CONCERT NMIXX CHANGE UP: MIXX LAB“ führte die Gruppe im Januar 2025 in der Lala Arena Tokyo Bay in Japan auf, sowie weitere Konzerte am 19. und 20. Februar in Mexiko-Stadt, am 22. und 23. Februar im Teatro Caupolicán in Santiago de Chile und am 28. Februar in São Paulo. Am 24. Februar hatte Nmixx auf eigenen Wunsch einen Überraschungsauftritt beim Viña Festival 2025 in Viña del Mar.
Am 19. Februar 2025 wurde bekannt gegeben, dass im März das vierte Mini-Album Fe3O4: Forward erscheinen würde. Dieses Album ist die letzte Episode der Fe3O4-Reihe.
Der Song High Horse wurde am 4. März vorab digital auf verschiedenen Musikseiten veröffentlicht. Am 17. März erschien Fe3O4: Forward mit dem Titelsong Know About Me und dem zugehörigen Musikvideo.
Der nächste Abschnitt des Fankonzerts „NMIXX 2ND FAN CONCERT NMIXX CHANGE UP: MIXX LAB“ begann mit dem 19. und 20. April in Taipeh, ging weiter am 26. April in der Summit Hall der AsiaWorld-Expo in Hongkong, am 2. Mai in Manila und am 4. Mai in Bangkok.
Nmixx trat am 10. Mai als Teil des Line-ups für das Wango Tango Festival des iHeartRadio, des größten Radiosenders der USA, in Huntington Beach auf.
Weitere Fankonzerte erfolgten am 31. Mai und 1. Juni im Tōkyō Taiikukan in Tokio, am 6. Juni in Melbourne, am 8. Juni in Sydney und am 28. und 29. Juni in Macau.
Am 4. Juni wurde bekannt gegeben, dass Nmixx am 12. Juli ihr erstes offizielles Fantreffen „Nswer Vacation“ im Hwajeong Gymnasium der Korea University in Seoul abhalten würde.

## Mitglieder
| Bild                 | Name          | Geburtsname                      | Geburtstag (Alter)     | Geburtsort | Position               |
| -------------------- | ------------- | -------------------------------- | ---------------------- | ---------- | ---------------------- |
|                      | Haewon 해원   | Oh Hae-won 오해원                | 25. Februar 2003 (22)  | Incheon    | Team leader Vocal      |
|                      | Lily 릴리     | Lily Jin Morrow a 릴리 진 머로우 | 17. Oktober 2002 (22)  | Marysville | Main Vocal             |
|                      | Sullyoon 설윤 | Seol Yoon-a 설윤아               | 26. Januar 2004 (21)   | Daejeon    | Vocal, Dance           |
|                      | Bae 배이      | Bae Jin-sol 배진솔               | 28. Dezember 2004 (20) | Yangsan    | Vocal, Dance           |
|                      | Jiwoo 지우    | Kim Ji-woo 김지우                | 13. April 2005 (20)    | Namyangju  | Vocal, Dance, Main Rap |
|                      | Kyujin 규진   | Jang Kyu-jin 장규진              | 26. Mai 2006 (19)      | Bundang-gu | Vocal, Main Dance, Rap |
| Ehemalige Mitglieder |               |                                  |                        |            |                        |
|                      | Jinni 지니    | Choi Yun-jin 최윤진              | 16. April 2004 (21)    | Busan      | Vocal, Dance, Rap      |

## Diskografie

### EPs
| Jahr | Titel Musiklabel                             | Höchstplatzierung, Gesamtwochen, AuszeichnungChartplatzierungen (Jahr, Titel, Musiklabel, Platzierungen, Wochen, Auszeichnungen, Anmerkungen) | Höchstplatzierung, Gesamtwochen, AuszeichnungChartplatzierungen (Jahr, Titel, Musiklabel, Platzierungen, Wochen, Auszeichnungen, Anmerkungen) | Höchstplatzierung, Gesamtwochen, AuszeichnungChartplatzierungen (Jahr, Titel, Musiklabel, Platzierungen, Wochen, Auszeichnungen, Anmerkungen) | Anmerkungen                                               |
| Jahr | Titel Musiklabel                             | KR | JP | US | Anmerkungen                                               |
| ---- | -------------------------------------------- | --- | --- | --- | --------------------------------------------------------- |
| 2023 | Expérgo JYP Entertainment, Dreamus           | KR2 ×3Dreifachplatin · (10 Wo.)KR | JP8 (16 Wo.)JP | US122 (1 Wo.)US | Erstveröffentlichung: 20. März 2023 Verkäufe: + 750.000   |
| 2024 | Fe3O4: Break JYP Entertainment, Republic     | KR1 ×3Dreifachplatin · (14 Wo.)KR | JP17 (14 Wo.)JP | US171 (1 Wo.)US | Erstveröffentlichung: 15. Januar 2024 Verkäufe: + 750.000 |
| 2024 | Fe3O4: Stick Out JYP Entertainment, Republic | KR1 ×2Doppelplatin · (8 Wo.)KR | JP25 (6 Wo.)JP | — | Erstveröffentlichung: 19. August 2024 Verkäufe: + 500.000 |
| 2025 | Fe3O4: Forward JYP Entertainment, Republic   | KR1 ×2Doppelplatin · (… Wo.)KR | JP15 (7 Wo.)JP | — | Erstveröffentlichung: 17. März 2025 Verkäufe: + 500.000   |

### Single-Alben
| Jahr | Titel Musiklabel                                      | Höchstplatzierung, Gesamtwochen, AuszeichnungChartsChartplatzierungen (Jahr, Titel, Musiklabel, Platzierungen, Wochen, Auszeichnungen, Anmerkungen) | Anmerkungen                                                  |
| Jahr | Titel Musiklabel                                      | KR | Anmerkungen                                                  |
| ---- | ----------------------------------------------------- | --- | ------------------------------------------------------------ |
| 2022 | Ad Mare JYP Entertainment, Dreamus                    | KR1 ×2Doppelplatin · (18 Wo.)KR | Erstveröffentlichung: 22. Februar 2022 Verkäufe: + 250.000   |
| 2022 | Entwurf JYP Entertainment, Dreamus                    | KR1 ×2Doppelplatin · (18 Wo.)KR | Erstveröffentlichung: 19. September 2022 Verkäufe: + 500.000 |
| 2023 | A Midsummer Nmixx’s Dream JYP Entertainment, Republic | KR3 ×3Dreifachplatin · (11 Wo.)KR | Erstveröffentlichung: 11. Juli 2023 Verkäufe: + 750.000      |

### Singles
| Jahr | Titel Album                              | Höchstplatzierung, Gesamtwochen, AuszeichnungChartsChartplatzierungen (Jahr, Titel, Album, Platzierungen, Wochen, Auszeichnungen, Anmerkungen) | Anmerkungen                              |
| Jahr | Titel Album                              | KR | Anmerkungen                              |
| ---- | ---------------------------------------- | --- | ---------------------------------------- |
| 2022 | O.O Ad Mare                              | KR81 (6 Wo.)KR | Erstveröffentlichung: 22. Februar 2022   |
| 2022 | Dice Entwurf                             | KR49 (11 Wo.)KR | Erstveröffentlichung: 19. September 2022 |
| 2022 | Funky Glitter Christmas –                | — | Erstveröffentlichung: 2022               |
| 2023 | Young, Dumb, Stupid Expérgo              | KR50 (5 Wo.)KR | Erstveröffentlichung: 2023               |
| 2023 | Love Me Like This Expérgo                | KR11 (19 Wo.)KR | Erstveröffentlichung: 20. März 2023      |
| 2023 | Roller Coaster A Midsummer Nmixx’s Dream | KR100 (1 Wo.)KR | Erstveröffentlichung: 3. Juli 2023       |
| 2023 | Party O’Clock A Midsummer Nmixx’s Dream  | KR139 (1 Wo.)KR | Erstveröffentlichung: 11. Juli 2023      |
| 2023 | Soñar (Breaker) Fe3O4: Break             | KR111 (11 Wo.)KR | Erstveröffentlichung: 4. Dezember 2023   |
| 2024 | Dash Fe3O4: Break                        | KR75 (9 Wo.)KR | Erstveröffentlichung: 15. Januar 2024    |
| 2024 | See That? (별별별) Fe3O4: Stick Out      | KR43 (16 Wo.)KR | Erstveröffentlichung: 19. August 2024    |
| 2025 | High Horse Fe3O4: Forward                | — | Erstveröffentlichung: 2025               |
| 2025 | See That? (별별별) Fe3O4: Forward        | KR78 (3 Wo.)KR | Erstveröffentlichung: 17. März 2025      |

## Musikvideos
| Titel                   | Veröffentlichung   |
| ----------------------- | ------------------ |
| Tank                    | 22. Februar 2022   |
| Dice                    | 19. September 2022 |
| Funky Glitter Christmas | 23. November 2022  |
| Love Me Like This       | 20. März 2023      |
| Roller Coaster          | 3. Juli 2023       |
| Party O’Clock           | 11. Juli 2023      |
| Soñar (Breaker)         | 4. Dezember 2023   |
| Dash                    | 15. Januar 2024    |
| See That?               | 19. August 2024    |
| Know About Me           | 17. März 2025      |

## Auszeichnungen

### Preisverleihungen
2022
- Asia Artist Awards – Best Emotive Award[42]
- Asia Artist Awards – New Wave Award[42]
- MAMA Awards – Favorite New Artist[43]

2023
- Asia Artist Awards – Best Choice Award[44]
- Asia Artist Awards – Best Icon Award[44]
- The Fact Music Awards – Artist of the Year (Bonsang)[45]

2024
- Asian Pop Music Awards – Top 20 Songs of the Year für „See that?“[46]
- Hanteo Music Awards – Global Outstanding Artist[47]